# X-chat
Xchat je višeplatformski IRC klijent otvorenog koda, postoje inačice i za linux i za Microsoft Windows operacijske sustave.
Xchat je također preporučeni klijent za pristup irc kanalu hrvatske wikipedije, iz nekoliko razloga:
- besplatan je
- otvorenog kôda
- radi na većini danas rabljenih operacijskih sustava
- podržava UTF-8 znakovlje, dakle moguće je komunicirati bez problema s korisnicima koji ne pišu latinicom (naravno, ako na svome računalu imate instalirane potrebne fontove)